# 시메나 에레라
시메나 에레라(Ximena Herrera, 1979년 10월 5일 ~ )는 볼리비아 태생 멕시코의 배우이다.